# La Bruja (film)
La Bruja este un film mexican din 1954, regizat de Chano Urueta.

## Distribuție
- Lila del Valle - La Bruja
- Ramón Gay
- Julio Villarreal
- Charles Rooner
- Fernando Wagner
- Luis Aceves Castañeda
- José René Ruiz
- Ángel Di Stefani
- Guillermina Téllez Girón
- Diana Ochoa
- Emilio Garibay
- José Pardavé